# Clermont Athlétisme Auvergne

## Historique
Le Clermont Auvergne Athlétisme est un club d'athlétisme français situé à Clermont-Ferrand. En 2015 le club comptait 2769 licenciés et est arrivé premier au classement FFA national mixte. Le perchiste Renaud Lavillenie y a notamment été licencié, ainsi que Valentin Lavillenie.
D'abord nommé "Clermont Athlétisme Auvergne", depuis le 17 décembre 2021, il aborde son nom actuel, "Clermont Auvergne Athlétisme". Il change également son logo.
Il s'agit du 1er club de la région Auvergne-Rhône-Alpes et du 3ème club de France. De 2009 à 2024, il évoluait dans le championnat Interclubs Elite 1. Depuis la finale 2024 à Cergy-Pontoise, le club descend en Elite 2 pour la première fois en 15 ans .

## Évènements
Le club organise depuis 2018 le meeting international d’épreuves combinées X-Athletics, qui depuis l’édition 2022 fait partie du circuit mondial des épreuves combinées (argent) .
Le club organise également chaque année les "Arvernes Athletics", une compétition caritative de lancers longs au profit de l'association "Tous pour un sourir". Lors de la première édition, ce sont 4000 euros qui seront reversés à l'association.

## Personnalités
Le club verra passer de nombreuses personnalités telles que les perchistes Renaud Lavillenie, Valentin Lavillenie, Philippe d’Encausse, ou encore les athlètes Sasha Zhoya, Ruben Gado, David Chaussinand et Caroline Honoré.

## Identité visuelle

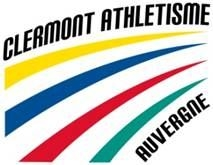
Logo jusqu’en 2021
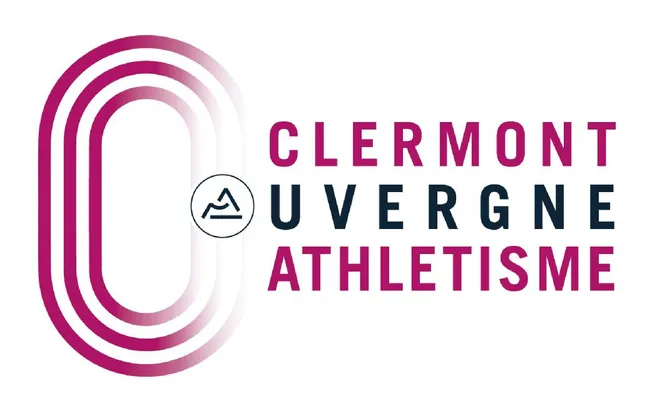
Logo depuis 2022
Variante noire du nouveau logo